# 989 Schwassmannia
989 Schwassmannia este un asteroid din centura principală, descoperit pe 18 noiembrie 1922, de Arnold Schwassmann.